# Crkva Uznesenja Bl. Djevice Marije u Gornjoj Rijeci
Crkva Uznesenja Bl. Djevice Marije u Gornjoj Rijeci je župna crkva u općinskom mjestu Gornja Rijeka u okolici Križevaca.
Prvi put se spominje 1240. godine. Izgrađena je od kamena s velikim gotičkim zvonikom. Na glavnom oltaru je slika "Uznesenje Blažene Djevice Marije" te kipovi sv. Ćirila i Metoda te sv. Petra i Pavla. 
U crkvi su nadgrobne ploče Sidonije Erdödy Rubido koja je bila prva hrvatska operna pjevačica, njene obitelji i Ivana pl. Zidarića Sudovečkog. Na zvoniku je uzidan grb obitelji Erdödy–Zichy, jedan od najljepših primjera hrvatske heraldike. Izgled zvonika služio je kao uzor prilikom gradnje drugih zvonika u kalničkom i križevačkom kraju. Župni dvor je sagrađen u 18. stoljeću.
Crkva se nalazi u središtu mjesta. 